# Спийбу, Виолетта
Виолетта Спийбу (фр. Violette Spillebout) — французский политик, депутат Национального собрания Франции.

## Биография
Родилась 2 сентября 1972 года в Лионе в семье директора по исследованиям Национального института сельскохозяйственных исследований (INRA) и преподавателя французского языка в лицее Сен-Жан-Батист-де -ла-Саль в Лилле.
Изучала общественное здравоохранение, затем работала в консалтинговой фирме и продолжала обучение, получив диплом DESS в области делового администрирования. В 1997 году, в возрасте 25 лет, начала работать в мэрии Лилля в аппарате мэра Пьера Моруа.
С 2008 по 2012 год Виолетта Спийбу была руководителем аппарата мэра Лилля Мартин Обри. В 2014 году между ними произошел острый конфликт, связанный с личными обстоятельствами, и Виолетта Спийбу стала яростной противницей мэра Лилля. В 2013 году она ушла из местной политической жизни и стала работать директором по связям с общественностью национальной железнодорожной компании SNCF.
В июле 2019 года Виолетта Спийбу возглавила список президентской партии Вперёд, Республика! на муниципальных выборах в Лилле, состоявшихся в марте 2020 года. Она заняла во втором туре третье место, набрав 20,58 % голосов, уступив мэру Мартин Обри и лидеру экологов Стефану Бали.
На выборах в Национальное собрание в 2022 году Виолетта Спийбу стала кандидатом от президентского большинства в 9-м избирательном округе департамента Нор и была избрана депутатом во втором туре, получив 59,1 % голосов.
В Национальном собрании Виолетта Спийбу вошла в парламентсткую группу «Возрождение» и стала членом Комиссии по делам культуры и образования.

## Личная жизнь
Муж Виолетты Оливье Спийбу был директором Дома фотографии в Лилле, в районе Фив, закрытого в 2018 году после отмены мэрией Лилля субсидий. У пары двое детей.

## Занимаемые выборные должности
с 22.06.2022 — депутат Национального собрания Франции от 9-го избирательного округа департамента Нор 